# Ivan (film 1932)
Ivan (Иван) è un film del 1932, diretto da Aleksandr Dovženko.